# Deserto do Grande Lago Salgado

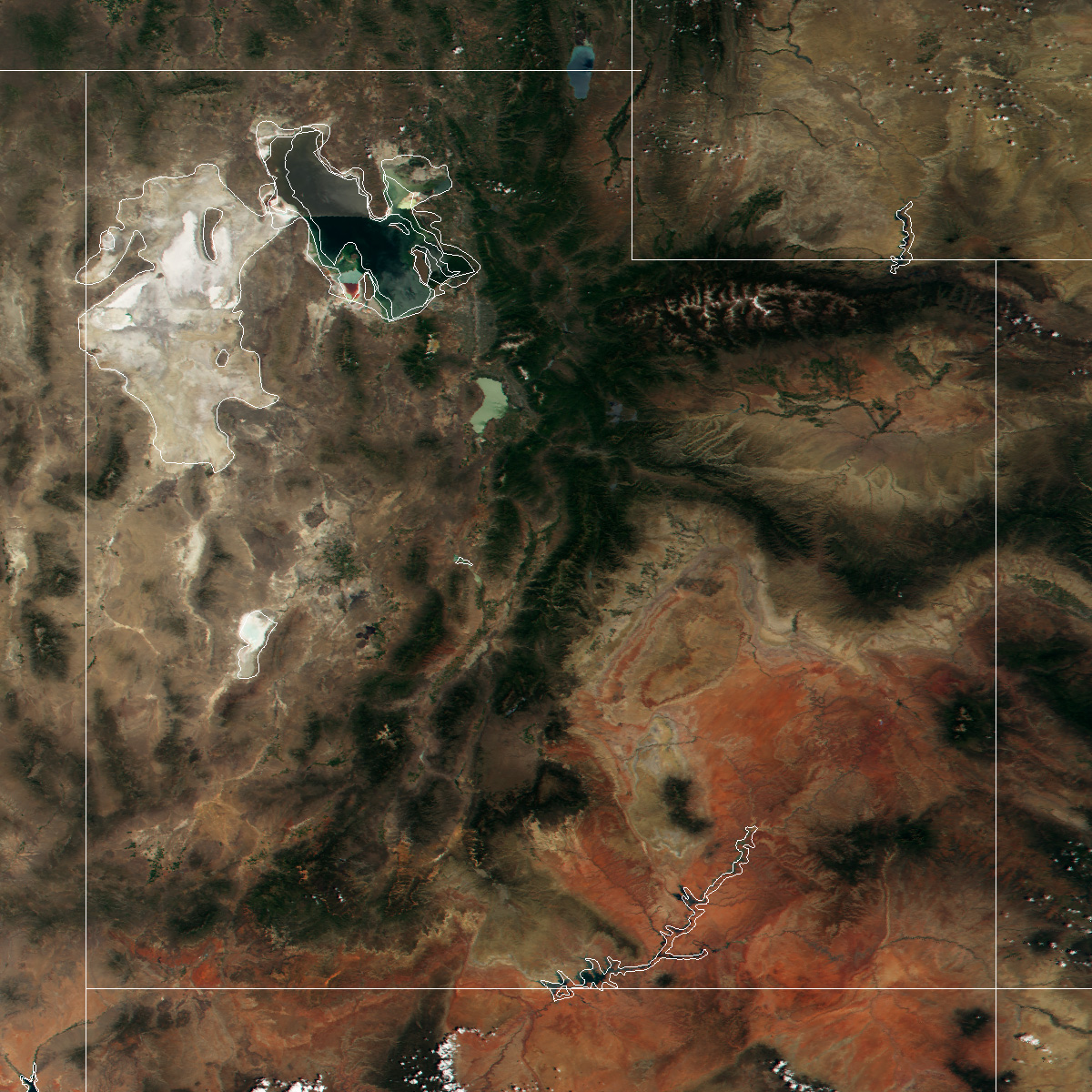
Vista do Deserto

O Deserto do Grande Lago Salgado é um grande lago seco na porção norte do estado de Utah, EUA, entre o Grande Lago Salgado e a fronteira com o estado de Nevada, onde é notável por depósitos de sal do Lago Bonneville, criando-se areias brancas.
Algumas pequenas cordilheiras ficam na região, entrecruzando e nas bordas do deserto como as Montanhas Cedar, Montanhas Lakeside, Montanhas Silver Island, Montanhas Hogup e Montanhas Newfoundland. Na borda oeste do deserto, perto da fronteira com Nevada, se encontra o Pico Pilot, na Cordilheira Pilot.
O deserto possui temperaturas amenas no inverno e sua flora incluem plantas que se adaptam a ambientes secos. A maior parte do deserto recebe menos de 200mm de precipitação por ano.

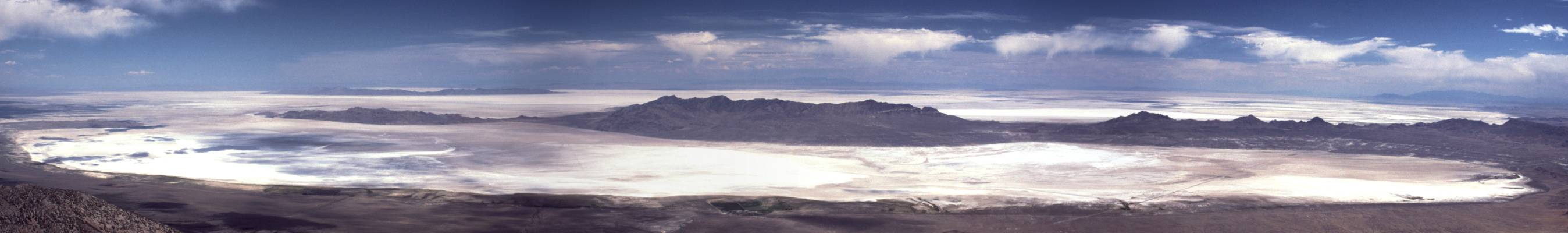
Vista Panorâmica do Deserto visto no Pico Pilot